# EuroParcs Resort Limburg
EuroParcs Resort Limburg is een vakantiepark in Susteren, van oudsher bekend als Recreatiepark Landgoed Hommelheide, in de Nederlandse gemeente Echt-Susteren.
Het bij een zandontginningsplas gelegen recreatiepark heeft een campinggedeelte en recreatiewoningen. Tot 2006 was Recreatie Centra Nederland (RCN) eigenaar van het bedrijf. Sinds de overname door EuroParcs is het park gemoderniseerd, waarbij het aantal bungalows werd uitgebreid ten koste van het aantal kampeerplaatsen.
De aanwezige zwemplas is in 1930 ontstaan. In 1956 is van het zandgat een recreatieve voorziening gemaakt. Vanwege de voorgeschiedenis wordt de plas ook wel aangeduid als de Bagger. De plas is een van de door waterschap Roer en Overmaas op de kwaliteit van het oppervlaktewater gecontroleerde zwemgelegenheden.